# Столкновение самолётов в Медельине
В понедельник 24 июня 1935 года в аэропорту Эррера (Медельин) произошло столкновение двух самолётов Ford Trimotor, в результате чего погибли 17 человек, включая знаменитого аргентинского певца Карлоса Гарделя и его музыкантов.

## Самолёты
Оба самолёта были Ford Trimotor производства Ford Airplane Company и имели по три поршневых двигателя Pratt & Whitney Wasp серии B мощностью 420 л.с.
 Ford 5-AT-B Tri-Motor с бортовым номером F-31 (заводской — 5-AT-006) был выпущен в 1928 году и свой первый полёт совершил 22 ноября, после чего продан колумбийской Servicio Aéreo Colombiano (SACO).
Ford 5-AT-D Tri-Motor с бортовым номером C-31 (заводской — 5-AT-112) был выпущен в 1930 году и сперва продан американской Pan Am, где получил бортовой номер NC438H. 27 августа 1934 года его продали колумбийско-немецкой Sociedad Colombo Alemana de Transporte Aéreo (SCADTA), которая присвоила ему бортовой номер C-31 и имя Manizales.

## Катастрофа
F-31 компании SACO приземлился в Медельине примерно в 14 часов. Он выполнял специальный рейс в Кали, по пути в который предстояло ещё совершить промежуточную посадку в Боготе. Пилотировали его колумбийские пилоты: 33-летний командир Эрнесто Сампер Мендоза (исп. Ernesto Samper Mendoza) и 18-летний Уильям Бенингтон Фостер (исп. William Beninngton Foster). На борту были 11 пассажиров (6 сидели справа и 5 слева) — знаменитый аргентинский певец Карлос Гардель со своей группой. После 45-минутной стоянки экипаж запросил разрешение на взлёт. Общий вес авиалайнера с учётом 450 килограмм топлива в баках составлял 6182 килограмма, при максимально допустимом 6238 килограмм.
Следом за ним должен был взлетать C-31 компании SCADTA, который ранее уже выполнил рейс из Боготы в Мелельин и теперь готовился выполнять рейс № 62 по обратному маршруту. Пилотировали его немецкие пилоты: 26-летний Ханс Ульрико Томас (нем. Hans Ulrico Thomas) и 29-летний Вильям Фюртс (нем. William Fuerts). Всего на борту находились три члена экипажа и четыре пассажира.
Примерно в 15 часов F-31 занял стартовую позицию на южном конце ВПП длиной 915 метров, C-31 в это время находился у северного торца ВПП в 75 метрах от оси. Также в это время дул сильный (между 4 и 5 баллами по шкале Бофорта) боковой ветер. Борту F-31 взмахом зелёного флага было дано разрешение на взлёт и тот начал разбег. Поначалу всё шло без отклонений, а некоторое боковое отклонение из-за ветра было быстро исправлено. Но спустя примерно 450 метров оторвалась правая стойка основного шасси. Самолёт подпрыгнул и начал резко разворачиваться вправо. Пробежав ещё 176 метров и уклонившись в сторону на 75 метров, F-31 на полной скорости врезался в C-31, после чего они оба взорвались.

## Жертвы

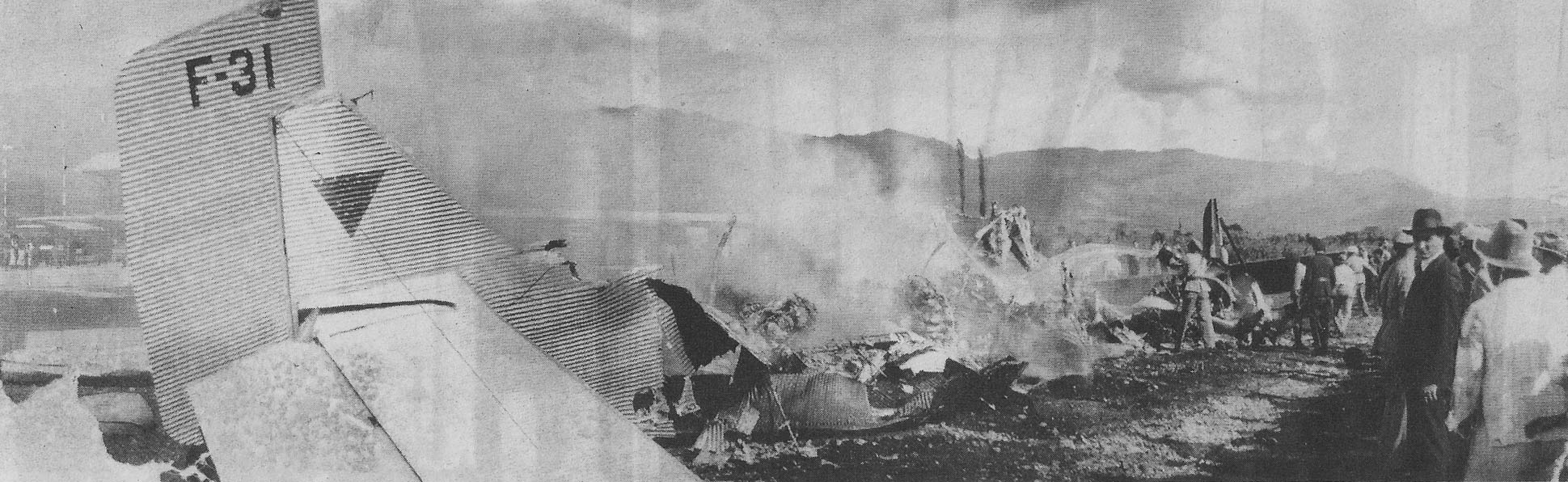
Разрушенный в катастрофе борт F-31. Уцелел только хвост

В катастрофе погибли 17 человек: 10 с F-31 и все 7 на C-31. Среди погибших оказались Карлос Гардель и Альфредо Ле Пера. Из 13 человек на борту F-31 выжили только три пассажира: гитарист Хосе Мариа Агилар (José María Aguilar), личный секретарь Гарделя и переводчик с английского Хосе Плаха (José Plaja) и менеджер авиакомпании SACO Грант Флинн (Grant Flynn).
| Национальность | Экипаж | Пассажиры | Погибли | Выжили |
| -------------- | ------ | --------- | ------- | ------ |
| Колумбия       | 2      | 3         | 5       | 0      |
| США            | 1      | 2         | 3       | 1      |
| Аргентина      | -      | 3         | 3       | 1      |
| Германия       | 2      | -         | 2       | 0      |
| Бразилия       | -      | 1         | 1       | 0      |
| Чили           | –      | 1         | 1       | 0      |
| Пуэрто-Рико    | –      | 1         | 1       | 0      |
| неизвестно     | –      | 1         | 1       | 0      |
| Итого          | 5      | 12        | 17      | 3      |

## Последствия
Гибель знаменитого певца вызвала всеобщее возмущение. Тело Гарделя было изуродовано, поэтому его временно похоронили на городском кладбище. Лишь в 1936 году Колумбия передала тело Аргентине.
Причинами катастрофы были названы превышение взлётного веса борта F-31 и нарушение его центровки, а также нарушение экипажем C-31 схемы движения по аэродрому, из-за чего они оказались близко от ВПП (теоретически, F-31 для взлёта не хватило ещё около двух сотен метров). Позже на основе изучения обломков версия о перегрузе F-31 была отклонена. Также свою роль сыграл и почти ураганный боковой ветер, так многие очевидцы указывали, что на фотографиях катастрофы на заднем плане были видны погнутые ветром деревья.
14 июня 1940 года SACO и SCADTA объединились в компанию Avianca.